# Hock Farm

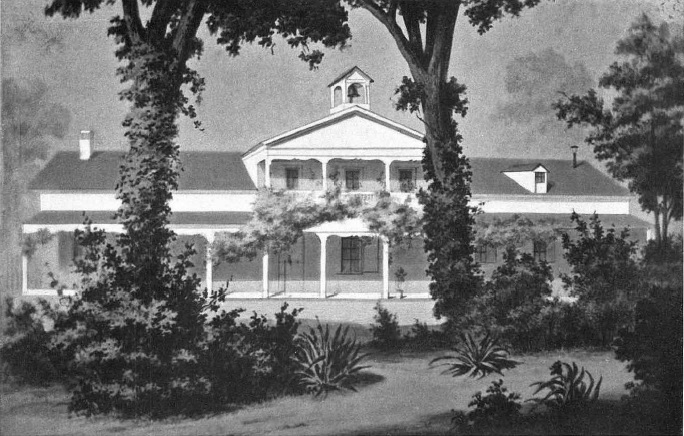
Sutters Hock-Farm

Die Hock Farm (auch Hok ranchería) war die 1841 von Johann August Sutter errichtete erste nicht-indianische Siedlung auf dem Gebiet des heutigen Sutter County in Kalifornien. Auf dem Grundstück in Yuba City befindet sich heute ein California Historical Landmark.

## Name
Der Name Hock ist von dem Dorf „Hok“ der Nisenan abgeleitet, das südlich von Marysville am Feather River lag.

## Geschichte
1839 begann Johann August Sutter mit der Besiedelung seiner Kolonie Neu-Helvetien, die er dann 1841 als mexikanische Landzuweisung erhielt. Neben seiner Hauptsiedlung Sutter’s Fort wurde die 1841 errichtete Hock Farm zur wichtigsten Niederlassung der Kolonie Neu-Helvetien. Die Farm war das erste große landwirtschaftliche Anwesen in Nord-Kalifornien auf dem neben der Rinder- und Pferdezucht (jeweils etwa 1'000 Tiere) auch Getreideanbau und Obstbau betrieben wurde.
Nachdem 1850 seine Familie aus der Schweiz nachgekommen war, ließ Sutter auf der Hock Farm ein repräsentatives Wohnhaus errichten – Bauleiter war John Bidwell. Der Bau war aus Lehmziegeln ausgeführt und hatte zwei Stockwerke. Sutter wurde nun auch ein Pionier des kalifornischen Obstbaus und experimentierte mit vielerlei Obst- und Gemüsesamen und -Setzlingen; auch Reben pflanzte er an. Die Farm erreichte so in Kalifornien den Status einer Musterfarm und eines landwirtschaftlichen Seminars. Die intensiv bewirtschaftete Fläche der Hock Farm für Obst- und Gemüseanbau, sowie Weizenfelder belief sich auf etwa 2,5 Quadratkilometer, während die von Sutter insgesamt für die Hock Farm beanspruchte und teilweise für die Rinderzucht genutzte Fläche ca. 31 Quadratkilometer ausmachte. 1850 lebten auf der Farm etwa 30 Europäer und bis zu 75 Indianer.
Am 21. März 1852 heiratete Sutters Tochter Elisa auf der Farm. Allgemein führte Sutter ein sehr aufwendiges und großzügiges Gesellschaftsleben auf der Hock Farm und hatte dort viele Besucher.
Im Mai 1857 wurde die Farm im Zuge eines Konkursverfahrens versteigert, aber es gelang Sutter die Liegenschaft wieder zu erwerben.
Am 21. Juni 1865 brannten die Gebäude von Sutters Farm durch Brandstiftung ab. Bei dem Brand wurden auch Dokumente, die Korrespondenz, die Bibliothek und die von Sutter begonnenen Memoiren vernichtet. Sutter verkaufte die Liegenschaft und verließ Kalifornien und lebte bis 1871 in Hotels und Pensionen in Washington, D.C. um seinen Kampf um die Landrechte weiterzuführen. 1871 übersiedelt er nach Lititz (Pennsylvania), wo er das Johann Agust Sutter House gebaut hatte.
Christian Schmidt, einer der nachfolgenden Eigentümer der Liegenschaft, ließ von 1875 bis 1879 neue Farmgebäude errichten, die dann 1902 wiederum einem Feuer zum Opfer fielen. 1907 wurde die Farm von einem Hochwasser heimgesucht, wobei auch das eiserne Lagerhaus weggeschwemmt wurde.

## California Historical Landmark

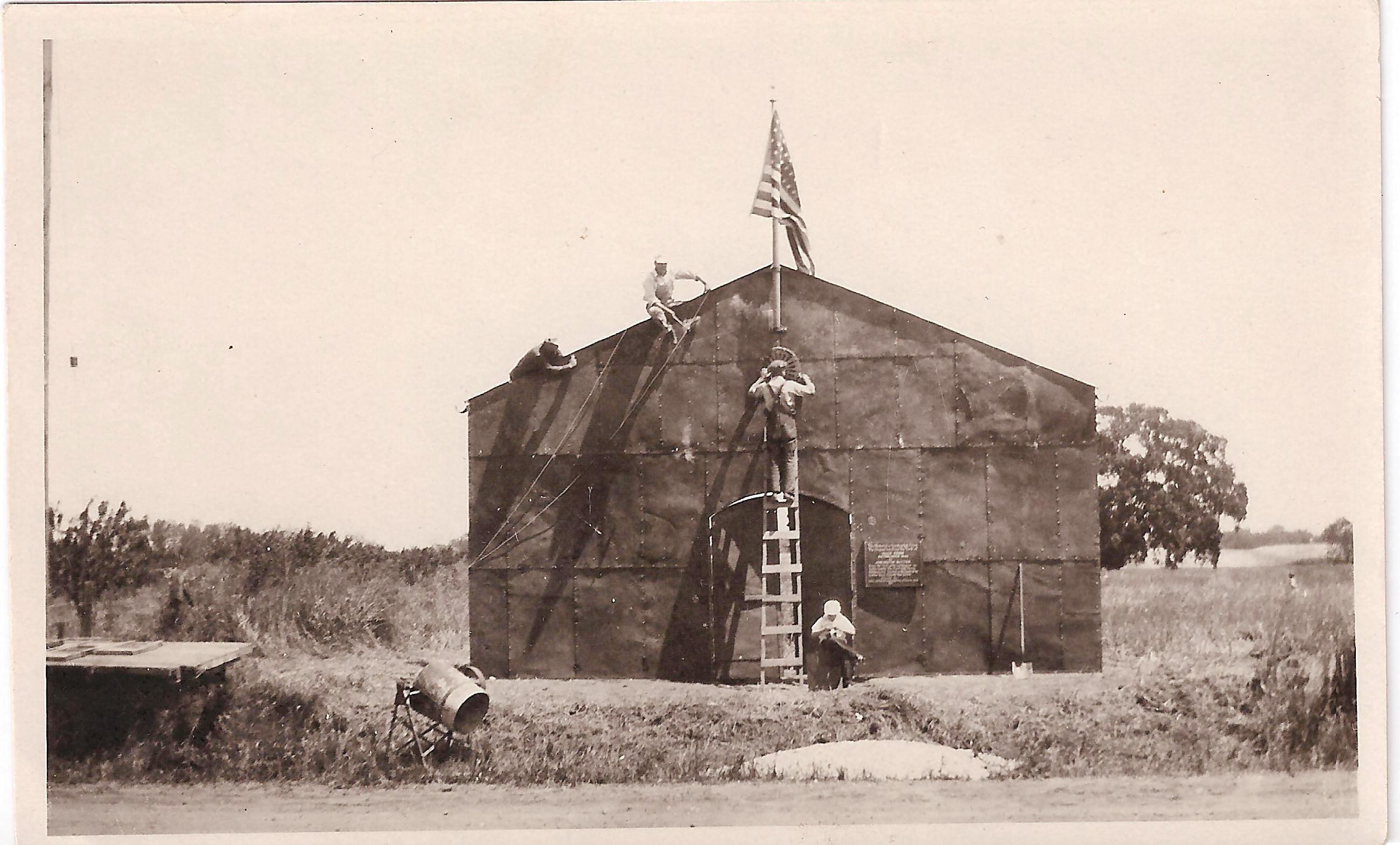
Ehemaliges Lagerhaus von Sutters Hock Farm – Nachbildung einer Wand mit dem Tor

Seit dem 8. August 1939 ist „Site of Hock Farm“ ein California Historical Landmark, das an den ersten Bau von Sutter erinnert. 1927 errichtete die „Sutter and Yuba Bi-County Federation of Women's Clubs“ eine Gedenktafel und es wurde eine Nachbildung einer Wand des alten eisernen Lagerhauses (aus den teilweise im Fluss gefundenen Eisenteilen und Türen) eingeweiht. 1930 wurde die Stätte noch um eine Bronzetafel ergänzt bei deren Einweihung 12 000 Besucher anwesend waren. Heutige Bilder zeigen also nicht die Hook Farm, sondern deren Lagerhaus. Die Eisenplatten der Lagerhauskonstruktion kamen aus Deutschland und wurden um Kap Hoorn herum transportiert. Das Lagerhaus wurde zunächst in der 1950 gegründeten Stadt Eliza am jenseitigen Ufer des Feather-River errichtet. Bereits nach wenigen Monaten wurde diese Stadt aber wieder aufgegeben, da sie sich nicht gegen das nahe Marysville durchsetzen konnte. Eliza City war von deren Gründern nach Sutters Tochter benannt worden um sich bei ihm einzuschmeicheln. Sutter ließ nach der Aufgabe der Stadt das Lagerhaus demontieren und über den Fluss auf seine Hock Farm bringen. Im Sutter County wurde das eiserne Lagerhaus als „Fort“ bezeichnet, aber es diente nie militärischen Zwecken und war dafür auch ungeeignet. Die Bezeichnung Fort ist als Spottname zu betrachten, da man ein eisernes Lagerhaus für übertrieben hielt. 2010 wurde die Nachbildung des Lagerhauses restauriert.